# ViuTV

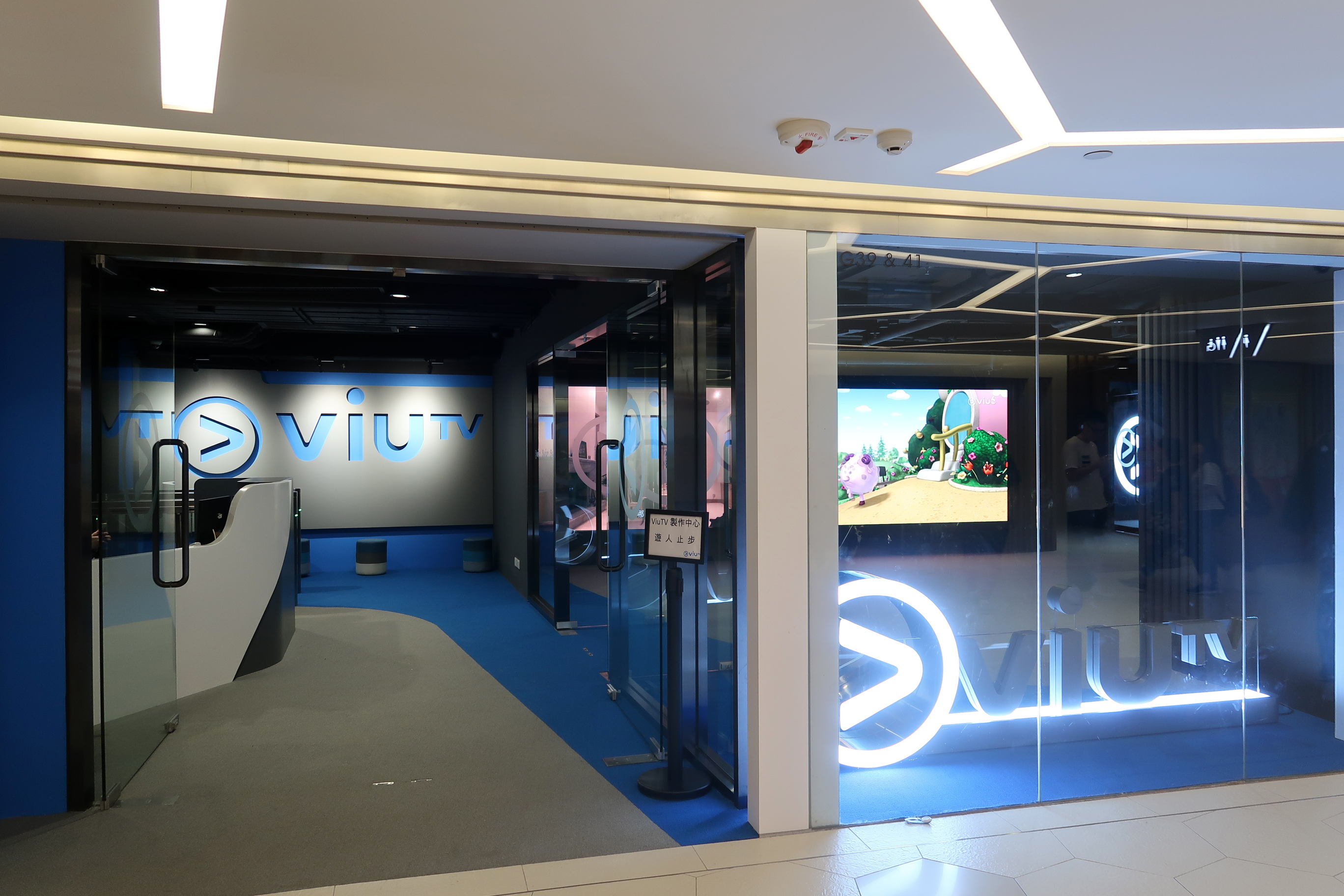
ViuTV在九龍灣國際展貿中心的影視製作工作室，佔地36,100平方呎

ViuTV（/vjuː 'tiː 'viː/）是香港電視娛樂擁有的一條綜合娛樂電視頻道，於2016年4月6日上午6時正式啟播，現時為香港免費數碼電視廣播的99號頻道，節目以粵語廣播為主。
該頻道的節目內容以實況娛樂節目（真人騷）為主打，另外也提供新聞、劇集、動畫及體育等多元化節目。
頻道於品牌介紹時以「數碼頻道99」作稱呼，開台首月（2016年4月2日（星期六）至2016年5月5日（星期四））以「ViuTV 免費電視99台」作為稱呼，之後在2016年5月6日（星期五）至2017年3月30日（星期四）之間稱為「99台 ViuTV」，ViuTVsix於2017年3月31日（星期五）開台後只稱呼為「ViuTV」（頻道名稱），但ViuTVsix仍稱呼ViuTV為「Channel 99 ViuTV」（99台 ViuTV）。
2022年5月1日起，製作部由該公司分離為覓一有限公司（MakerVille），並委托關聯公司MakerVille為ViuTV製作電視節目，ViuTV播出的首播自製節目片尾均改為顯示「MakerVille」標誌，不再顯示「ViuTV」標誌，但若電視台重播該日之前已播出的自製節目，及涉及ViuTVsix之英超、西甲直播，則仍維持該台標誌。
ViuTV的主要競爭對手為無綫電視旗下的翡翠台、TVB Plus及有線寬頻開電視旗下的HOY TV。

## 收看方法

### 香港電視廣播
ViuTV先於2016年3月31日起透過now TV99台試播，2016年4月2日接手因為亞洲電視終止廣播而騰空出來的多頻網數碼廣播頻譜。2016年4月2日凌晨零時起與Now寛頻電視99台同步試播，頻道號碼為99。2016年4月6日上午6時正式啟播，正式成為香港數碼地面電視廣播的成員。
由於ViuTV與ViuTVsix、數碼頻道81台（翡翠台）使用同樣的多頻網廣播，觀眾如能透過數碼電視機或電視數碼機頂盒接收數碼頻道81台（翡翠台）信號，只需重新搜台便能收看新的免費電視99台，因此99台於開台時大氣電波的全港覆蓋率和數碼頻道81台一樣，達99%人口。
另外，通過now TV機頂盒收視之觀眾則無需重新搜台，選擇頻道台號99即可收看。

### 澳門電視廣播
ViuTV信號因為需要接手亞洲電視終止廣播而騰空出來的多頻網數碼廣播頻譜，要到2016年4月2日凌晨零時起正式發射大氣電波才收到觀看，節目版本和正式開播時間與香港相同。
由於ViuTV與ViuTVsix、數碼頻道81台（翡翠台）使用同樣的多頻網廣播，觀眾如能透過數碼電視機或電視數碼機頂盒接收數碼頻道81台（翡翠台）信號，只需重新搜台便能收看新的免費電視99台，因此99台於開台時大氣電波的全澳覆蓋率和數碼頻道81台一樣，達99%人口。
雖然澳門觀眾可以透過電視觀看ViuTV及ViuTVsix節目，但由於手機應用程式的電視直播和節目僅限香港地區觀看，故澳門觀眾如果需要重溫有關節目，可以透過ViuTV在YouTube的海外頻道「ViuTV World」觀看並點播ViuTV自製節目（大多數節目在電視首播後一周才上架）。

### 中國大陸廣播
相比起接手頻譜前的亞洲電視，ViuTV目前暫時沒有任何在中國廣東省落地的打算，在中國大陸亦暫時沒有提供任何收看ViuTV自製節目的正規網絡途徑。唯一些广东观众會通过自行架設天線或使用网络机顶盒来收看ViuTV节目，和優酷合作製作的戲劇節目《歎息橋》則是少數有在中國大陸正式上架的ViuTV原創節目。

### 海外廣播
自ViuTV開播後，加拿大新時代電視開始播放部分ViuTV節目，如談話節目《晚吹系列》部分節目、2021年更播放真人秀節目《調教你MIRROR》、《全民造星IV》和《神的女主角》，音樂節目《Chill Club》，2021年10月更於星期一至五黃金時段播出人氣劇集《大叔的愛》，其中在播放大叔的愛期間並透過有獎遊戲ViuTV珍藏禮品。
2021年12月，美國KTSF26台於平日黃金時段首播ViuTV的人氣電視劇《大叔的愛》。

### 官方網站及應用程式
ViuTV提供官方網站 （页面存档备份，存于）以及官方手機應用程式，以藍色為標記，提供所有節目即時直播，所有節目可於每集播放後數小時內上載，提供免費足本重溫。ViuTV播放的外購節目通常因播映權限問題而只提供180天觀賞期限（部分外購節目的觀賞期限可能更短，Now新聞部節目則設90天觀賞期限），ViuTV自家製節目則未有設定觀賞期限（《智富通》及《快樂童盟》除外）。
部分現場直播節目（如《智富通》（2020年1月24日之前，現在只提供7天觀賞期限）、新聞報道、交易時段）及附設版權限制節目（如香港電台電視節目、日劇及非黃金時段重播的外購節目等）則不設重溫。直播2016年歐洲國家盃期間，ViuTV官方網站及應用程式暫停提供電視直播，觀眾只能透過數碼電視、Now寬頻電視解碼器收看有關賽事。
清談節目《真PK》，由於首集涉及大量粗口及不雅用語，故此除設定為PG家長指引外，相關內容亦需要過濾以符合電視播放尺度，電視版本和無過濾版本則安排於官方網站及手機應用程式完整足本重溫，為ViuTV首個提供網上及電視雙重版本節目。
相關直播及服務只限於香港地區，至於東南亞及中東國家（包括：新加波、馬來西亞、印尼、菲律賓、泰國、緬甸、阿聯、巴林、埃及、約旦、科威特、阿曼、卡達、沙地阿拉伯）可透過「Viu（黃Viu）」重溫「ViuTV（藍Viu）」的劇集、部分綜藝及清談節目。台灣觀眾可透過台灣的OTT平台（例如LiTV 線上影視、KKTV、LINE TV等）重溫部分節目。其他海外觀眾則可透過YouTube頻道「ViuTV World」重溫部分節目，或在ViuTV官方Facebook、Instagram專頁及YouTube頻道重溫部分精華內容。
官方網站及應用程式同時提供「讀電視」欄目（欄目已於2017年4月3日起停止及取消），及改於官方Facebook專頁上載文章介紹當日播映節目內容，以及節目預告。
2018年6月起，官方網站進行改版，主要是網頁設計的改動，而內容與改版前相若。
2021年5月1日起，官方網站對節目重溫功能收緊限制。只有在官方網站註冊成為免費會員的用戶才能繼續觀看所有節目，而沒有註冊的用戶只能收看節目的首三集以及播出後7天內的新集數。

## 廣播格式
影像以H.264/MPEG-4 AVC格式編碼，16:9比例輸出畫面。部分採用固網廣播的字幕為高清格式。音效以杜比數碼（AC-3）編碼，並會因應節目而提供環迴立體聲效果。
ViuTV與ViuTVsix、數碼電視頻道81台（翡翠台）原先共同採用因地區而變的多頻網廣播。而根據通訊事務管理局作出的安排，ViuTV與數碼地面電視頻道81台翡翠台及96台ViuTVsix於2021年4月1日起採用亞洲電視停播後騰出的單頻網數碼頻譜與原有的多頻網數碼頻譜進行同步廣播，並於2021年11月30日深夜11時59分起終止原有的多頻網廣播。
ViuTV啟播初期所提供的字幕為高清格式，但由於有觀眾投訴指在一些數碼電視機或機頂盒無法顯示該台字幕，甚至會造成當機導致無法觀看該台節目，只可以將字幕功能關閉以避過問題，於是該台最後只好改為使用標清字幕至今，惟該台的字幕偶爾會出現撕裂現象，viu.tv網站及ViuTV app提供直播的99台ViuTV，其高清字幕也會出現此現象。

## 歷史

### 開台前準備

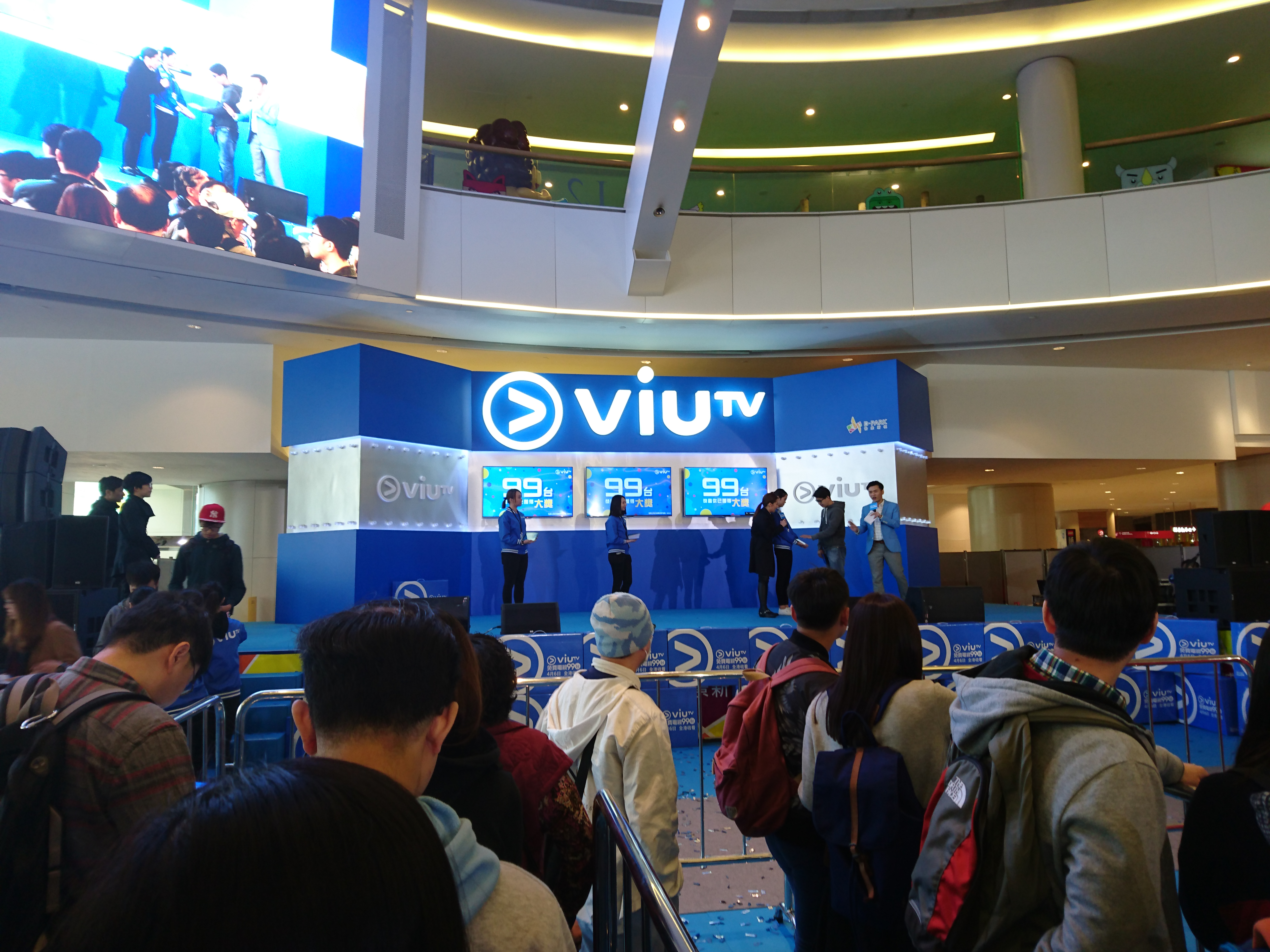
2016年3月27日至28日，ViuTV於愉景新城舉行的一項宣傳開台的抽獎活動，大獎為32吋數碼高清電視

香港電視娛樂於2015年10月20日在PMQ元創方舉行品牌發佈會，宣佈以「ViuTV」為首條免費電視頻道的名稱，其中「V」代表「View」和「Video」，「i」和「u」代表「我與你」，象徵ViuTV的核心就是人。
香港電視娛樂根據獲發免費電視牌照時的規定，須於2016年3月31日或以前提供一條每日24小時綜合粵語頻道。但由於香港電視娛樂所獲分配的數碼地面電視廣播頻譜於2016年4月2日起才能使用，因此ViuTV先於2016年3月31日起透過now寬頻電視試播，提供牌照要求的新聞及兒童等類型的節目，同年4月2日起透過大氣電波傳送訊號，之後於4月6日正式啟播。
2016年4月4日，香港電視娛樂邀請了《太陽的後裔》男女主角宋仲基、宋慧喬訪港為劇集宣傳。4月5日中午十二時正，兩位主角出席劇集記者招待會，記者招待會全程在官方Facebook專頁直播，為開台造勢。

### 試播期間
2016年3月31日凌晨0時至4月6日早上6時為試播期，ViuTV會播放牌照規定的兒童、青少年、婦女、長者、新聞節目（播映時間為每日16:30-20:30，星期六至日早上08:30-10:30），其餘時間則重覆播放短劇《We I U》作為宣傳 ViuTV 的節目。

### 正式啟播
ViuTV於2016年4月6日上午6時正式啟播，首個節目為《早晨新聞》。
| 4月6日正式啟播當天播映節目 | 4月6日正式啟播當天播映節目 |
| 播出時間                   | 節目名稱                   |
| -------------------------- | -------------------------- |
| 06:00-09:00                | 早晨新聞                   |
| 09:00-10:00                | 智富通                     |
| 10:00-11:00                | Monstar                    |
| 11:00-12:00                | 智富通                     |
| 12:00-12:20                | 午間新聞                   |
| 12:20-12:55                | 巷弄台北                   |
| 12:55-13:30                | 智富通                     |
| 13:30-14:30                | 浪漫泰屋                   |
| 14:30-15:30                | 「煮」角                   |
| 15:30-16:30                | 智富通                     |
| 16:30-17:00                | 寶狄與好友之超原能星戰     |
| 17:00-17:30                | 變形金剛：領袖之路         |
| 17:30-18:00                | 戀愛班長                   |
| 18:00-18:30                | 6點新聞報道                |
| 18:30-19:00                | 快樂童盟                   |
| 19:00-20:00                | We I U（節目巡禮短劇）     |
| 20:00-20:30                | 8點新聞報道                |
| 20:30-21:55                | 太陽的後裔                 |
| 21:55-22:00                | 太陽的後裔（預告篇）       |
| 22:00-23:00                | 跟住矛盾去旅行             |
| 23:00-00:00                | ViuTV 免費電視99台啟播禮   |
| 00:00-00:15                | 十五分鐘熱度               |
| 00:15-00:45                | 衝三小                     |
| 00:45-01:45                | Monstar（重播）            |
| 01:45-02:15                | Yo! Gym+                   |
| 02:15-02:30                | 十五分鐘熱度（重播）       |
| 02:30-03:00                | 財經新聞及理財有方         |
| 03:00-06:00                | Driving in Hong Kong       |

### 啟播禮
2016年4月6日下午3時30分舉行「ViuTV 免費電視99台啟播禮」，為隆重其事，邀請嘉賓有財政司司長曾俊華、商務及經濟發展局局長蘇錦樑、通訊事務管理局主席何沛謙、電訊盈科媒體董事總經理李凱怡、電訊盈科集團董事總經理施立偉、電訊盈科集團財務總裁許漢卿及香港電視娛樂總經理魯庭暉一起主持開台儀式。
啟播禮內容包括介紹常規節目，預告首輪播放及制作中的實況娛樂節目及劇集，並且邀請陳奕迅擔任壓軸表演嘉賓，演唱《今天只做一件事》，節目於當日晚上11時至12時錄播。

### 啟播後重點節目
ViuTV首個直播的大型體育比賽為2016年香港國際七人欖球賽，於2016年4月8-10日播放，ViuTV播放部份賽事，包括最高榮譽的銀盃決賽。
首場直播的西班牙甲組足球聯賽賽事在2016年4月23日深夜至4月24日凌晨，現場直播馬德里體育會主場對馬拉加，開賽時間為香港時間4月24日0時15分。節目與now Sports 2同步播出，由方柏翹和鄭兆聰擔任評述員，為香港相隔十三年首場於免費電視直播的西甲賽事，最終馬德里體育會以1比0擊敗馬拉加。第二場直播煞科戰，巴塞隆拿作客3比0擊敗CF格蘭納達，最終巴塞取得今季西甲聯賽冠軍，為球會史上第二十四個西甲冠軍。
2016年5月11日，ViuTV首度直播網絡電視台毛記電視的台慶節目《萬千呃Like賀台慶》，繼第一屆勁曲金曲分獎典禮後再次將網上媒體節目帶到正式電視台，並首次進駐香港免費電視的大氣電波。
2016年6月至7月，now寬頻電視體育平台分享2016年歐洲國家盃以及2016年美洲盃播放權予ViuTV，合共現場直播6場賽事，包括歐洲國家盃決賽。
2016年12月5日，首個自製現場直播綜藝節目《籌旗》首播，由葛民輝以及杜小喬主持。

### 一週年
ViuTV於開台一周年當日（2017年4月6日） 並沒有舉行大型活動，只在YouTube及電視廣告時段上發佈了一段開台一周年的片段，並舉行facebook全民投票，讓觀眾選擇各類最佳自製節目及主持。

### 推出 Good Night Show 系列
2017年10月9日，ViuTV於節目巡禮《ViuTV 2018》公佈「實況娛樂」系列節目改革為全新旗艦品牌節目《Good Night Show》，首個節目《Good Night Show 全民星戰》於2018年4月播放，直到2019年4月ViuTV重組黃金時段節目後結束。

### 五週年
2021年2月16日，ViuTV董事總經理魯庭暉接受明報專訪時表示，ViuTV正計劃舉辦慶祝開台5周年的活動，當中包括家庭觀眾的抽獎環節，將抽出該台最長壽節目之一《晚吹 - 又要威 又要戴頭盔》的頭盔。
2021年3月31日，ViuTV公佈開台5週年抽獎活動詳情，當中抽獎環節中頭獎為 Volvo S60 四門房車一部。
2021年4月6日，ViuTV於晚上8時播映《5周年: 繼續向前（页面存档备份，存于）》台慶節目，由陳俞希和強尼主持。嘉賓杜琪峯導演直言不認識男子組合MIRROR，但對香港創意工業感到樂觀。

### 首屆音樂節目頒獎典禮
《Chill Club 推介榜年度推介20/21》頒獎禮於2021年4月18日（星期日）舉行，坊間反應及迴響俱佳，備受好評。當中歌手林家謙以《一人之境》及其他製作獲得6大獎項。

### 轉虧為盈
於2021年，電訊盈科透過全年業績宣佈旗下ViuTV轉虧為盈，免費電視及相關業務 EBITDA 轉虧為盈至HK$9400萬。

## 吉祥物
ViuTV的吉祥物總共有三隻，三隻吉祥物均以動物作為原型。首隻吉祥物為「Sound Bear」（又稱生啤、生bear），眼睛為ViuTV台徽的白色北極熊。於2017年10月9日舉行的《ViuTV 2018》節目巡禮中首次亮相，「Sound Bear」的角色設定為ViuTV員工，並經常亮相於ViuTV的各大節目，生日為4月6日（ViuTV開台日），員工編號為：ViuTV0001。「Sound Bear」正式亮相前，其白熊的身份一度被誤會為毛記電視的吉祥物「Tvmost Buddy」。官方亦有推出「Sound Bear」周邊產品，包括毛公仔、麻雀套裝等。ViuTV總經理魯庭暉透露，吉祥物原名叫「Viuson」，「Sound Bear」（生啤）一名是其與同事飲啤酒時有感而設。第二隻吉祥物為「Sound Choice」（生菜），眼睛為ViuTV台徽的白兔，於《ViuTV 2022》節目巡禮中首次亮相，設定是「Sound Bear」的夥伴。而第三隻吉祥物則是名為「Sound Hey」（生氣）的白色刺蝟，於《ViuTV 2024》節目巡禮中首次亮相，設定是向ViuTV反映觀眾心聲的「鞭策擔當」。

## 節目
根據通訊事務管理局的規定，與其他持有免費電視牌照機構一樣，ViuTV必須提供兒童、青少年、婦女、長者、新聞、財經、資訊、綜藝娛樂及劇集等節目。
節目主要為三成是新聞、財經、資訊節目；三成是綜藝娛樂節目；兩成是劇集，以外購劇為重心，更採購香港較少播映的泰國劇集；其餘兩成是兒童、青少年、動畫、婦女、長者及體育節目。並以真人騷（ViuTV稱為「實況娛樂節目」）作為此頻道的主打。而ViuTV在啟播時期曾經將黃金時段介定為每日的18:00至深夜00:45，經過節目重組之後現時黃金時段已經修訂為每日18:00至深夜00:30。
ViuTV亦必需滿足各項免費電視牌照的要求，例如於晚上6時至12時期間播放兩節不少於15分鐘的新聞報道（現時實行時段為每日18:00-18:30及19:00-19:30共兩節）。另外，ViuTV亦會每星期一至五安排2.5小時播放香港電台電視節目（由2017年3月27日起開始播放，現時實行時段為逢星期一至五18:30-19:00）。在2020年3月初，通訊事務管理局宣布不再要求商營免費電視台播放香港電台節目，ViuTV則於同年5月18日起取消播放港台節目，以Now新聞台及Now財經台節目取代之直至同年9月18日。9月21日起逢星期一至五18:30-19:00，ViuTV會播映中國電視劇，2021年1月起改為星期一至四播映，星期五播放Now新聞台《杏林在線》節目。而2021年4月5日起，星期一至二播出Now新聞部製作的節目，星期三至四則重播自製或外購節目。2023年5月8日起，因應通訊事物管理局新增指定播放節目類型，星期一、三、四播放自製節目，星期二、五則播放Now財經台節目。

### 綜藝及資訊
ViuTV提供不同時段的綜藝節目，另外星期一至五晚上23:30安排播放清談節目，每天節目圍繞不同話題，並統稱為《晚吹》。
ViuTV一系列的消閒資訊節目在逢星期一至五中午播放（現時該時段為重播長者或文化節目時段），週末播放來自外地的資訊娛樂節目（例如日本的《恐怖醫學》），而娛樂新聞節目《十五分鐘熱度》則安排於星期一至五19:30播放，其後以特備節目《今日疫情》取代。現娛樂新聞只在《3 分鐘熱度》節目內播放。

#### 實況娛樂
「實況娛樂」（真人騷）為ViuTV主打節目類別之一。首輪播放的自製實況娛樂節目《跟住矛盾去旅行》及《煮吧！換左我阿媽》逢星期一至四晚上十時正播放，在星期六、日晚上十時三十分播放自製節目《G-1格鬥會》，而逢星期五晚上十時正會播放外購節目《婚後試愛》。
ViuTV還籌備大型選美盛事，首個實況選美節目《美選D.n.A》與2016年5月26日展開招募。2016年6月22日截止報名，7月會進行首輪篩選。7月7日下午2時30分20強佳麗首次向大眾傳媒開記者會。節目在2016年9月25日（星期日）晚上10時30分隆重首播，而決賽在2016年12月18日（星期日）晚上8時30分舉行，ViuTV在當日作現場直播。
經過多次黃金時段節目重新編排後，現時星期一至五22:30-23:30會播放兩套綜藝節目。在《全民造星》期間，因應節目播放時間為1小時，23:00時段節目會暫停（第四季開始提前至21:30-22:30播出，故22:30及23:00時段仍可如常播出兩套綜藝節目）。2021年3月22日起，ViuTV將長度為一小時的綜藝節目提前於21:30-22:30時段播出，如該節目為選秀節目並會舉辦總決賽，則於節目完畢後的第二個周末現場直播或錄播，當中首個節目為《最後一屆口罩小姐選舉》，因此在節目播放期間，平日的黃金時段將只有一個劇集時段。
另外，每晚深夜及星期六至日的下午時段亦會安排重播綜藝節目。

### 劇集
ViuTV開台初期的劇集時段並不是採用星期一至五播放模式。經過多次節目重新編排後，現時於星期一至五黃金時段均會播放2小時首播劇集（2021年5月7日或之前為2.5小時），星期六晚偶爾會播出來自台灣或香港其他影視製作公司的劇集。星期一至五下午安排重播曾於該台播出的外購韓劇，（分為下午14:00時段和凌晨01:00半小時自製劇時段），而凌晨01:30仍會重播安排重播曾於該台播出的外購韓劇，同時偶爾會重播來自其他地方的外購劇，03:00時段亦會安排重播前一日20:30時段劇集。所有播出的劇集均提供中文字幕。
現時於黃金時段播映的劇集主要為韓劇及自家製作劇集，偶爾也會播映日劇。開台初期亦曾播出泰劇、台劇和少量中國電視劇。現時ViuTV播出的外購劇全部都曾於同集團的收費頻道Now寬頻電視Viu頻道播出，其中同集團旗下的OTT平台Viu有上架的韓劇亦會在半年至一年內於ViuTV播出並提供粤語配音，但並非所有韓劇也會在該台播放，至於2021年起Viu有份投資的韓劇（即 Viu原創韓劇）於2023年起才於在ViuTV播出，首套為《現在開始是Showtime ！》。日劇方面，2019年12月2日至2021年5月8日期間20:00時段曾為日劇時段，但劇集內容須遷就合家欣賞時間而作出刪剪。2023年9月25日起，ViuTV會在每周一至周五24:00時段播放日劇，並根據內容情節列入家長指引或成年觀眾類別。如該時段暫未有日劇可播出，ViuTV便會播出一套含有「成年觀眾」類別的韓劇填補時段，或者重播自製的劇集或綜藝節目。
ViuTV首套播放的自製劇集為《瑪嘉烈與大衛系列 綠豆》，當時安排於逢星期一至二23:00-23:30播出，為半小時一集。2019年8月5日《理想國》首播開始，所有自製劇集均統一於星期一至五21:30-22:30時段播出。另外從2020年6月29日《地產仔》首播開始，所有於該日或之後首播的自製劇集均被冠名為「ViuTV原創劇」。
如21:30時段暫未有自製劇可播出，ViuTV便會播出一套外購劇（以韓劇為主）填補時段，或者暫停劇集時段改為播出自製的「一小時皇牌綜藝節目」。
ViuTV於2021年年初購買日劇《大叔的愛》版權並進行改編及翻拍，令《大叔的愛》成為本港首套主打同性愛情的電視劇。劇集開播後人氣急升，成為當時開台後最高收視紀錄的劇集，連帶劇中演員的人氣亦急升。因該劇為改編劇，因此該劇在播出片頭前並沒有播出「ViuTV原創劇」的動畫。

### 新聞及財經
ViuTV會播放四節，由Now新聞台製作的新聞報道。
財經方面，ViuTV會自行製作財經節目《智富通》（2020年1月24日後因要進行改革暫停播出直至3月9日恢復，且只在平日11:00至12:00播出及提供7日網上重溫）。由2020年1月29日起播放上下午各一節、由Now財經台製作的《交易時段》。
ViuTV每周亦會播放由與Now新聞台／Now財經台製作的時事資訊節目，包括《經緯線》、《杏林在線》及《大鳴大放》。
ViuTV亦會聯播Now新聞台的特備節目，但不會完整播出。首個特備新聞節目為2016年7月14日的《行政長官答問會》，不過Now新聞台於09:30開始直播，但ViuTV在第一個時段的《智富通》完畢後才於10:00聯播。遇上重大突發新聞，如2018年美朝峰會、612金鐘衝突、相關的反修例示威衝突和政府匯報2019冠状病毒病疫情等，ViuTV會中斷甚至取消原定節目而插播特別新聞報道（聯播Now新聞台）。而主播通常在ViuTV加入聯播後歡迎該台觀眾收看。
自從2019年爆發反對修訂逃犯條例運動，若發生較重大的警民衝突事件，ViuTV會在深夜時段取消部分重播節目而臨時改播一節或多節的《新聞報道》。
如在常規新聞時段內出現突發情況或記者會需直播，通常會延長該節新聞，此在反修例示威衝突期間經常出現。不過在2019年9月起，為免影響ViuTV隨後的節目安排，會在原結束時間前由主播說出「ViuTV的直播來到這裡（結束）」或「Now新聞台與ViuTV會分途廣播」，及後中斷聯播。而Now新聞台會繼續播出該節新聞。
另外當八號或以上熱帶氣旋警告信號生效時，每小時會播出一節由Now新聞台製作的《風暴消息》。
因應Now新聞台及Now財經台於2018年8月13日起全面採用高清製作，現時ViuTV所有新聞及財經節目均以高清播放。
週末如遇直播的NBA賽事超時，ViuTV會暫停或延遲播映《午間新聞》，但會以《Now新聞報道》形式播出，且多數為錄播上一小時的新聞。
ViuTV由2023年7月31日「6點新聞報道」加設由聾人機構「龍耳」提供即時手語傳譯，以符合通訊事務管理局發出電視牌照的規定。而Now新聞台同時段維持正常安排。

### 動畫及特攝
ViuTV每日會播放若干時數的動畫，播放的動畫多數來自為韓國、歐美、日本、中國。
因應《香港電視節目分類制度》，基本上全日均可播出適合任何年齡人士觀看的「兒童類別動畫」，「非兒童類別動畫」則只安排於深夜時段播出，兩者於ViuTV網站內重溫亦以「兒童」及「動漫」類別區分。當中《東京喰種》為本頻道首個成年觀眾節目。
2018年12月30日起，ViuTV首播東映《幪面超人》系列，也是自亞洲電視和無線電視陸續放棄後，第三家接手東映系列特攝的電視台。
2020年6月1日起，ViuTV播出的深宵首播動畫、部份於早上至午間首播的非兒童類動畫及幪面超人系列特攝除外，其他動畫及超人、超級戰隊系列特攝均全部取消提供中文字幕。少部分動畫雖於官方節目表顯示有提供字幕，但其實只是為片中外語內容提供翻譯，主題曲、插曲、片尾曲及已提供粵語配音的對白則仍然沒有字幕。而動畫於該日前首播時有提供中文字幕，重播時也不會提供（部分重播動畫則未有抽起字幕）。2022年10月30日起，取消星期日上午10:30之動畫時段，改為青少年節目《放學請入會》。2023年3月6日起，因應通訊事務管理局修訂兒童時段播放總時數，星期一至五下午4:00之動畫時段取消，改為重播前一晚的《準時開飯》。同年5月6日起，取消星期六下午4:00之動畫時段，改為《異國聚腳點》。同年6月25日起，取消星期日下午4:00之動畫時段，改為重播《舔舔脷·講講理》。這也意味著ViuTV將會正式取消每日下午4:00之兒童節目時段。
2021年11月17日起，ViuTV首播東映《光之美少女》系列。同時解決香港電視台對此動畫系列一直不緊貼的問題。
2023年1月8日至3月25日，ViuTV恢復週末黃金時段的動畫，首套為《SPY×FAMILY間諜家家酒》。
2023年4月底起，ViuTV的兒童類動畫陸續改為重播。
2023年6月5日起，ViuTV新增星期一至五17:30-18:00兒童動畫時段。
2023年4月30日起，ViuTV取消星期日上午10:00之重播動畫時段，同時段改為重播節目；2023年9月9日起，ViuTV取消星期六上午10:00之重播動畫時段，改為重播節目。
2023年6月18日，ViuTV首播特攝《暴太郎戰隊 DONBROTHERS》。自此，東映所有特攝系列均在ViuTV獨家播放。
2025年1月12日，ViuTV首播動畫《爆旋陀螺X 第2季》，為相隔4年7個月再次為兒童類動畫提供中文字幕。

### 文化藝術、特定對象節目
按照本地免費電視節目服務牌照規定，ViuTV每周須播放針對特定對象的本地製作節目，包括兒童節目（如《快樂童盟》）、婦女節目（如《「煮」角》）、長者節目（如《老友日常》）及藝術及文化節目等。
2020年4月20日，通訊事務管理局宣佈暫時豁免在2020年5月1日至10月31日期間於免費電視綜合中文頻道播映「完全屬香港本地製作」兒童節目的規定，《快樂童盟》於該段期間亦暫停播映，隨後於11月2日起復播，但因應相關規定豁免的延長，《快樂童盟》復播近兩個月後於12月28日起再度暫停播映，並於2021年3月1日起復播。2023年6月5日起，因應通訊事務管理局根據牌照中期檢討結果，修訂豁免播映「完全屬香港本地製作」兒童節目的規定，《快樂童盟》正式停播，同時段改為首播或重播動畫。
另外ViuTV亦逢星期一至五13:00-13:30安排重播部分已播映完畢的長者及文化節目，同時亦會首播部分通訊局新增指定播放節目類別。

### 音樂
ViuTV首個自製音樂節目為《粤詞越愛》，由駱振偉和樂隊ToNick主持，而ViuTV的首個歌唱比賽為《ShowTime我主場》。現時逢星期日晚上九點半播放常規音樂節目《Chill Club》、星期一至五中午及當晚凌晨播放音樂訪談錄像節目《Chill Club 推介》，以及於週末晚上亦會安排播出本地及國際大型演唱會或音樂特輯。每年1月1日晚上亦轉播商業電台叱咤903舉辦之《叱咤樂壇流行榜頒獎典禮》。

### 體育
ViuTV會不定時直播一些大型體育賽事（無綫財經 體育 資訊台、HOY TV及香港國際財經台亦有同樣安排），如每月一場的英格蘭超級聯賽及西班牙甲組足球聯賽等。ViuTV也與96台ViuTVsix聯播大型體育賽事。
ViuTV首個直播的大型體育賽事為2016年香港國際七人欖球賽。
2016年，Now Sports確定播放2016年歐洲國家盃以及2016年美洲盃，部分賽事ViuTV將與Now TV的650台、651台同步播出。
2016年8月，香港足球總會宣佈Now TV成為香港足球代表隊官方指定播放機構，將直播香港代表隊之主場賽事及部分作客賽事至2018年，當中包括省港盃、亞洲盃外圍賽及所有（主場）國際足球友誼賽賽事，部分賽事ViuTV將與Now TV的633台同步播出。
2017年10月，ViuTV宣佈取得2017至2018年度「英格蘭足總盃」免費電視獨家播映權，總經理魯庭暉表示，電視台將會播出重要的30場賽事。繼去年無綫電視直播英格蘭足總盃決賽後，香港再次免費直播有關賽事。
2017年11月，Now TV及ViuTV宣佈取得2018年世界盃香港地区電視獨家播映權，ViuTV將會播出其中19場賽事，而該19場播放賽事的詳細資料亦已於2018年5月13日公佈，將與Now TV的616台、618台同步播出。及後因Now E機頂盒在世界盃賽事直播期間出現故障，ViuTV獲安排加播2.5場分組賽賽事。
2018年7月9日，電訊盈科媒體宣布取得2018/19年英格蘭超級聯賽球季的香港收費電視、OTT及免費電視平台獨家播映權，其後再在2019年1月3日宣布取得2019/20年至2021/22年合共三季的英超球季的香港獨家播映權，而首場在ViuTV直播英超的賽事為2019年2月23日晚上般尼茅夫對狼隊的賽事。
2018年11月2日，ViuTV宣佈取得NBA的香港免費電視平台播映權，常規賽每周播1場，季後賽及總決賽都會直播，而總決賽更會直播所有賽事，香港再次免費直播有關賽事。

2019年5月8日，Now TV宣佈取得2020年歐洲國家盃決賽周的香港獨家播放權，但由於受2019冠狀病毒病疫情影響，賽事延至2021年舉行。2021年5月13日，電訊盈科舉行歐國盃啟動禮，宣布ViuTV將免費直播6場賽事，包括揭幕戰及決賽。另外首席藝人Mirror及Error將擔任歐國盃大使，當中Mirror將主唱主題曲《The Beautiful Game》。
由2021–22賽季起，英超／西甲時段改於96台ViuTVsix播出。
2023年10月21日，Now TV宣佈取得2023/24球季NBA全平台播映權，並由當季起負責ViuTV原有的免費直播安排。

### 電影
逢星期六20:30播放一套電影，（2022年1月22日起改為21:30播放）以《週六好戲勢》（前稱：金像好戲勢）名義播出，並以亞洲聯合財務YES UA 呈獻（之前曾分別由信諾，大金冷氣，Hoegaarden呈獻），通常是以港產片為主，有時亦會在公眾假期或下午港股休市播放電影。2020年7月18日至8月30日，更於逢星期六下午及深夜（星期日凌晨）播放電影，並將該時段命名為《抗疫院線》。部分更是重播電影。
2021年3月28日至6月6日，ViuTV逢星期日13:30都會以《ViuTV 5周年影院》名義重播曾經於《週六好戲勢》播出的電影。
2021年11月14日至2023年12月31日，ViuTV逢星期日凌晨將會重播電影，亦有時會在星期日下午重播電影。
現時，ViuTV有時會在星期六、星期日或公眾假期下午重播電影。

### 香港電台節目
ViuTV須按照政府規定，於黃金時段抽出若干時間播放港台電視節目。有關規定需於2017年4月1日或之前實施，而ViuTV已於該年3月27日起實行，目前播映時間為星期一至五晚上6時半至7時。然而跟無綫電視翡翠台不同的是所播放的港台電視節目並非首播節目，部份節目更曾在翡翠台及港台電視31播出。而通訊事務管理局於2020年3月4日宣佈撤銷該規定，由當日起各免費電視台無需再播放港台電視節目；但ViuTV並沒有跟隨其他商營免費電視台那般即時停播港台電視節目，最後延至2020年5月18日才停播。
2021年5月15日起，逢星期六19:30-20:00，ViuTV播映港台電視節目《陪我講 Shall We Talk》。

### 深宵節目
自製節目《Driving in Hong Kong》在星期一至五的深宵清晨（03:00-06:00）播放，是繼當年亞視本港台《魚樂無窮》之後香港第二個慢電視節目。從2017年5月19日起停播，改為重播節目。
現時星期二至六深宵03:00-06:00時段在一般情況下分別為重播前一日20:30、23:30、14:00及同一日00:30時段節目（按照播放次序）。如遇公眾假期，04:30-05:30時段則改為重播當日上午播出的特備節目（視乎當日14:00時段是否仍播出原定的重播韓劇而定）。另外若有關時段遇上節目調動，將不會補回受影響集數，而是直接播出下一集。
2021年3月22日起至5月17日期間，ViuTV的深宵時段因應開台五週年，將以《5週年 Sound Bear推介》名義作出調整，其中工作日的01:00-06:00及週末的00:30-06:00的節目均為重播綜藝節目。

### 開放平台
ViuTV由啟播開始開放平台讓本地及海外單位在星期一至五的《實驗電視》時段播放另類的娛樂及綜藝節目，播映時間為23:45。該時段在2017年2月3日結束，同年2月6日起播映外判體育娛樂節目《體育係…》，該時段結束時仍未播映完畢的《唔係本地菜》則安排在同年2月27日至3月28日逢星期一至二及3月29日星期三22:00繼續播出，2017年3月27日至5月17日逢星期一至五12:30重播曾經播出的實驗電視節目。

### 外判節目
因亞洲電視停播關係，原本於國際台播出的《日語大放送》改於ViuTV播出，同時更名為《Go! Japan TV 日本大放送》。
另外，體育節目《體育係...》亦為外判節目（詳見ViuTV#體育欄目）。

### 其他
在公眾假期，ViuTV會安排於當日早上以重播自製綜藝節目取代《交易時段》節目，下午則可能安排重播電影或大型頒獎禮，取代原定的節目安排（一般為前一晚19:30時段節目重播時段、重播韓劇及《交易時段》），但亦可能只暫停《交易時段》，由重播綜藝節目取代。
另外，當八號烈風或暴風信號或更高熱帶氣旋警告信號生效，而當日13:30或之前仍未改發三號強風信號或更低信號，導致港股於下午繼續暫停交易，亦會使用公眾假期節目安排，但亦可能只暫停《交易時段》，由重播綜藝節目取代。
ViuTV亦有類似無綫電視翡翠台《宣傳易》的分類廣告節目，節目名為《敢創意宣傳》，專為香港的小眾或專業機構而設，並安排於非黃金時段播出。起初該節目共設有五個播放時段，後來ViuTV重新編排該台節目播放時段，《敢創意宣傳》改為只有08:55及13:25兩個時段播出。2020年9月7日起，《敢創意宣傳》停止於ViuTV播放。
如上一節目的播放完畢時間比原定結束時間相差超過5分鐘，ViuTV就會插播一首旗下歌手的MV、剪輯的《Chill Club》片段、熱播中的自製節目主題曲（如有）或過往製作的節目剪輯片段來填補時間。
此外，ViuTV偶爾亦會於非黃金時段重播過往在now香港台、now 101台或Now觀星台所播出過的自製節目。

## 台徽及資訊列
台徽一般在畫面右上角顯示。
在開台後ViuTV也有在播放節目前顯示台徽和節目預告，與其他電視台做法一樣，在2017年10月起更改全新包裝台徽，節目預告等，另外，ViuTV會在農曆新年時將原本的台徽，節目預告等全部更換包裝，2017年起，台徽一般不會顯示在節目播出前播出，直至2018年狗年才會取代原有台徽，2019年之後繼續使用原有做法。
除非節目本身沒有提供過場畫面，否則在節目的過場畫面播放期間不會顯示ViuTV台徽的呼號畫面。而所有節目（除聯播新聞台和財經台節目外）在播映約2分鐘之後，畫面左上角會顯示節目名稱數秒，至於節目播畢前1分鐘亦會顯示可供節目重溫的提示（僅限可提供網上重播服務的首播節目）。
2018年7月底起，因應通訊局放寬電視節目服務中對間接宣傳的規管，播放部分劇集、綜藝節目、娛樂新聞等，在節目開始後在左上角顯示「以下節目含有間接宣傳」的提示，直至2022年5月2日凌晨起，此提示被安排至節目開始前獨立顯示，但沒有人聲報幕。
播放部份體育賽事期間，由於內容提供者可能會在右上角會分別顯示計分牌或節目名稱，為避免與台徽重疊而影響觀眾觀看，這些情況下台徽會暫時改為在左上角顯示，當賽事完畢後會即時恢復在右上角顯示。
若有特別消息，如天文台即將發出八號烈風或暴風信號、教育局宣佈停課或港鐵發生緊急事故（班次延誤或列車不停個別車站）等，會在畫面右方以直列顯示。
2024年3月4日起，ViuTV節目預告取消人聲報幕，並將節目預告時長縮短至5秒。

### 片尾台徽版權告示
自ViuTV在2016年4月6日啟播，每當節目結束時片尾會出現「HK Television Entertainment Limited」字樣及阿拉伯數字製作年份（2016）。到了2017年起，開始顯示台徽及版權告示，由上而下的格式為ViuTV台徽、「HK Television Entertainment Limited」字樣及阿拉伯數字製作年份（2022）
2022年5月1日起，ViuTV播出的首播自製節目片尾均改為顯示「MakerVille」標誌，不再顯示ViuTV標誌，如電視台重播該日之前已播出的自製節目則仍維持該台標誌。

### 天氣及時間資訊列
每日於《早晨新聞》內於畫面左上角顯示氣溫、預測最高及最低氣溫、相對濕度、天色、一項生效警告（熱帶氣旋警告信號及暴雨警告信號則於台徽左邊顯示）、日期及時間。若ViuTV需要直接轉播Now新聞台特別畫面配置時，由於已在左下方設置天氣及時間欄，並將台徽顯示在左上方，ViuTV之天氣及時間資訊列則不會顯示。
另於，ViuTV亦會在晚上6點及7點播出的《新聞報道》顯示天氣資訊列，時間及日期則不予顯示。

### 新聞跑馬燈
若有臨時節目調動時，會顯示在下方或左側右側顯示相關消息以通知觀眾調動安排。
《智富通》內於下方顯示，第一及三行顯示主要指數及股票最新報價，第二行顯示財經新聞，亦在右下方顯示兩項主要指數最新報價及時間。（2020年3月9日復播並轉為理財資訊節目後已取消所有跑馬燈）
Now財經台製作的《交易時段》，ViuTV會自行製作跑馬燈，第一行顯示主要指數最新報價。同Now財經台不同的是，最新報價的資訊提供者是經濟通（Etnet），而不是路孚特（Refinitiv），而右下方顯示兩項主要指數最新報價，至於左上角會有時間、主要新聞及財經新聞。
與Now新聞台有所不同，ViuTV的五節新聞不會提供新聞跑馬燈，若有需要直接轉播Now新聞台特別畫面配置時，會同時顯示Now新聞台的新聞跑馬燈。不過2019冠狀病毒病在2020年爆發期間，自2020年2月11日黃昏至2023年2月28日晚上，所有新聞報道及個別資訊節目時段（如《今日疫情》）內會顯示疫情消息（內容由Now新聞台提供）的藍色跑馬燈（八號或以上熱帶氣旋警告信號生效時除外，改為顯示下段所述的風暴消息新聞跑馬燈；而直接轉播Now新聞台特別畫面配置時，不另外顯示藍色跑馬燈）。
當八號或以上熱帶氣旋警告信號生效時，會於節目下方顯示新聞跑馬燈以顯示最新風暴消息（內容由Now新聞台提供），直至天文台預告會考慮改發三號強風信號為止。2021年起，改為《風暴消息》及新聞時段內顯示。

## 收益
2020年2月，電訊盈科宣佈截至2019年底止，ViuTV收益上揚27%，至2.59億元，反映年內收視上升，帶動廣告收益增11%。此外，劇集製作、分銷及藝人管理等非廣告收益來源，在年內亦開始有實質的貢獻。EBITDA虧損收窄至2.73億元，反映業務自2018年下半年開始改善。
ViuTV在2020年輕微調高廣告價，黃金時段30秒廣告加價2.02%至1.11萬元，但叫價仍不足TVB同級廣告的十分之一。 值得留意的是，儘管ViuTV和主要競爭對手TVB的收視有明顯差距，它們的廣告費用亦有明顯相差，但 TVB 於2020年廣告收入的 8.81億元 與 ViuTV 於同年廣告收入的2.71 億元，相差3倍，廣告收費相差之十倍和收視相差的6倍似乎未有反映在集團的廣告收入。

## 爭議事件

### 直播節目提早中斷事件
ViuTV於2016年10月8日17:25-18:00直播《2016電動房車挑戰賽》，由於中途出現意外，以致比賽進行到接近18:00仍未完成，加上要準時直播《6點新聞報道》的關係，於是把《2016電動房車挑戰賽》直播提早中斷，令部份觀眾表示失望，網民紛紛在其Facebook專頁發表不滿，結果ViuTV在當晚發表聲明向觀眾致歉並臨時抽調當晚及翌日早上兩個時段重播完整賽事片段，亦會致力全程直播翌日《2016國際汽聯香港電訊電動方程式賽車錦標賽》整個賽事。

### 王丹和馮敬恩及抽起節目事件
ViuTV於2016年10月製作《跟住矛盾去旅行》第二輯，邀請前八九學運領袖王丹及前香港大學學生會會長馮敬恩一起前往日本東京。10月19日晚上，在二人正乘坐飛機回程時，ViuTV突然發表聲明，指二人擅自安排記者活動，並作出失當言論，故不會播放所有關於二人已拍攝的片段，並指「港獨言論不但有辱民族尊嚴，更是自欺欺人，是絕無可能發生的痴人夢話」，對任何人曾經或日後利用該台宣揚港獨保留法律追究權利。王丹其後在社交網站反駁所有活動皆由電視台安排，並張貼行程表，指ViuTV公然撤謊誣告，並指責有關聲明無恥。此事引發部份ViuTV觀眾質疑自我審查，並揚言罷看ViuTV。ViuTV於10月20日證實活動確由該台安排，但未有向二人道歉。10月21日，ViuTV再發聲明指總經理魯庭暉向二人致歉，又重申不容許任何人利用該台宣揚港獨。

### 網上重溫服務技術問題
2016年4月在ViuTV啟播時其網上重溫服務亦正式上線，惟網頁版的節目重溫一直被指字幕尺寸太小導致難以看清，最後ViuTV於2020年10月（相隔約四年半）才增大字幕大小，修正了字幕難以看清的問題。另外於部份外購節目，使用Safari或iOS版ViuTV應用程式播放有關影片時，第一聲道是粵語配音，第二聲道是原聲，但使用Google Chrome、Firefox或Microsoft Edge及Android版本應用程式播放有關影片時則相反。
2020年8月，ViuTV為了阻止觀眾錄影、下載其節目影片及進行截圖，於是在影片播放器上進行加密來防止以上行為。惟不少網民批評新上載的節目音量比之前已上載的節目音量下跌了至少一半，部分觀眾更反映指將裝置聲音開到最大亦未能完全聽清楚節目聲音，不明白為何防止盜取節目片段的舉動會導致節目音量下跌。雖然可以透過增大裝置音量來解決此問題，但由於廣告音量並未受影響，節目音量與廣告音量不成正比，結果中途播放廣告時顯得廣告音量過大，其音量差異造成觀眾聽覺不適。此外，ViuTV網上重溫服務的節目影片一直都不提供自行調整畫質的設定，只根據裝置效能或網絡連接等因素而自動調整，在戶外使用流動數據重溫節目時將會非常浪費數據用量（在各項因素屬於良好的情況下，畫質會自動調整為全高清）。
由該日起已有網民向ViuTV反映上述問題，惟ViuTV方面一直只給出「罐頭回覆」，指會將問題向公司技術人員反映，但一直沒有修正相關問題。2020年8月或之後ViuTV上載的節目重溫影片，即使是同一時期上載的不同節目，也出現音量不統一的問題，或同一節目的不同集數亦可能有以上問題，令觀眾難以適應，因而引起觀眾的不滿。

### 外購劇集《戰毒》罷看潮
2021年2月8日起，ViuTV於星期一至五21:30-22:30時段播出外購合拍劇集《戰毒》，接檔《太平紋身店》。《戰》劇在中國內地的影視平台開播之後評價一般，其在ViuTV播出宣傳片期間已遭不少觀眾呼籲抽起（停播）劇集，而最終ViuTV並未有應觀眾要求停播該劇，2月8日當晚如常播出劇集。
该劇集於ViuTV播出之後劣評如潮。在Facebook、LIHKG討論區等社交平台均能見到不少觀眾猛烈批評及要求停播劇集，指劇集「太重TVB味」，又指ViuTV在播放劇集時竟直接使用原裝的簡體中文片尾工作人員名單（後於第3集起自行加以後期製作改為使用繁體中文顯示），另部份觀眾認為ViuTV想放棄香港觀眾，並揚言若ViuTV不腰斬《戰》劇將會「罷睇」（不再收看）ViuTV所有節目。
最終ViuTV於2月15日下午在其官方Facebook發佈帖文指2月22日起星期一至五21:30時段將會改為播放韓劇《上司實習生》，隨後數小時內修改官方網頁節目表，而餘下的集數將改於星期六23:30-02:30及星期日23:45-02:45，以結局篇形式連續播映三集。

## 國際獎項與表彰

### 2019 NEW YORK FESTIVALS[49]
- Silver World Medal in the category of PROMOTION/OPEN & ID Direction: Promotion/Open & IDs: AFTERLIFE FIRM （页面存档备份，存于）.

- Silver World Medal in the category of CORPORATE IMAGE Attitudinal Training: 2018 CHINESE NEW YEAR IMAGE - RAINBOW POCKET （页面存档备份，存于）.

- Silver World Medal in the category of PRODUCTIONS Human Concerns: BACKUP MEMORY - CHICKEN SELLER （页面存档备份，存于）.

- Finalist Certificate in the category Docudrama: BACKUP MEMORY - TWILIGHT ZONE （页面存档备份，存于）

### 2020 NEW YORK FESTIVALS[50]
- Silver medal in the category CORPORATE IMAGE Social Good: MID-AUTUMN FESTIVAL - THE KINTSUGI OF BROKEN FAMILIES （页面存档备份，存于）

- Finalist in the category PROMOTION/OPEN & ID Animation: Promotion/Open & IDs: LAND OF GODS - OPENER （页面存档备份，存于）

- Finalist in the category of CORPORATE IMAGE Brand Image VIUTV 3RD ANNIVERSARY （页面存档备份，存于）

## 外部連結
- ViuTV官方網頁 （页面存档备份，存于）
- YouTube上的ViuTV頻道
- ViuTV的Facebook專頁
- ViuTV的Instagram帳戶
- ViuTV的新浪微博
- 香港網絡大典上的相关条目：ViuTV
- 香港電視大典上的相关条目：ViuTV